# Skjutjärnsjournalistik
Skjutjärnsjournalistik är en form av journalistik där journalisten sätter press på en makthavare med flera kritiska frågor, normalt snabba och överraskande frågor. Formen tillämpades förr framförallt i radio och tv.
I Sverige infördes skjutjärnsjournalistiken 1962 eller 1963 av Åke Ortmark och Herbert Söderström i radioserien Utfrågningen. År 1966 började de tre O:na använda skjutjärnsjournalistik i tv-intervjuer med ledande politiker.